# Campionati europei di corsa in montagna 2019
I 25esimi Campionati europei di corsa in montagna si sono disputati a Zermatt, in Svizzera, il 7 luglio 2019. Il titolo maschile è stato vinto da Jacob Adkin mentre quello femminile da Maude Mathys.

## Uomini seniores
Individuale
| Pos.    | Atleta                 | Nazione     | Tempo  |
| ------- | ---------------------- | ----------- | ------ |
| Oro     | Jacob Adkin            | Regno Unito | 53'21" |
| Argento | Overgaard Aarvik Stian | Norvegia    | 53'46" |
| Bronzo  | Xavier Chevrier        | Italia      | 54'02" |
| 4       | Remi Bonnet            | Svizzera    | 54'13" |
| 5       | Cesare Maestri         | Italia      | 54'35" |
| 6       | Johan Bugge            | Norvegia    | 54'45" |
| 7       | Robbie Simpson         | Regno Unito | 54'49" |
| 8       | Manuel Innerhofer      | Austria     | 54'57" |
| 9       | Andrew Douglas         | Regno Unito | 55'00" |
| 10      | Martin Dematteis       | Italia      | 55'06" |

Squadre
| Pos.    | Squadra     | Punti |
| ------- | ----------- | ----- |
| Oro     | Regno Unito | 17    |
| Argento | Italia      | 18    |
| Bronzo  | Norvegia    | 23    |

## Uomini juniores
Individuale
| Pos.    | Atleta              | Nazione     | Tempo  |
| ------- | ------------------- | ----------- | ------ |
| Oro     | Joseph Dugdale      | Regno Unito | 28'48" |
| Argento | Alain Cavagna       | Italia      | 28'54" |
| Bronzo  | Ramazan Yorulmaz    | Turchia     | 28'57" |
| 4       | Matthew Mackay      | Regno Unito | 29'30" |
| 5       | Euan Brennan        | Regno Unito | 29'38" |
| 6       | Dominik Müller      | Germania    | 29'38" |
| 7       | Samet Demir         | Turchia     | 29'57" |
| 8       | Louis Parent        | Francia     | 30'02" |
| 9       | Per-Christian Grieg | Norvegia    | 30'06" |
| 10      | Islam Adli          | Turchia     | 30'10" |

Squadre
| Pos.    | Squadra     | Punti |
| ------- | ----------- | ----- |
| Oro     | Regno Unito | 10    |
| Argento | Turchia     | 20    |
| Bronzo  | Italia      | 29    |

## Donne seniores
Individuale
| Pos.    | Atleta            | Nazione     | Tempo     |
| ------- | ----------------- | ----------- | --------- |
| Oro     | Maude Mathys      | Svizzera    | 1h 00'18" |
| Argento | Andrea Mayr       | Austria     | 1h 01'19" |
| Bronzo  | Christel Dewalle  | Francia     | 1h 02'48" |
| 4       | Sarah Tunstall    | Regno Unito | 1h 03'33" |
| 5       | Elisa Sortini     | Italia      | 1h 04'13" |
| 6       | Stefanie Doll     | Germania    | 1h 04'21" |
| 7       | Valentina Belotti | Italia      | 1h 05'06" |
| 8       | Simone Troxler    | Svizzera    | 1h 05'16" |
| 9       | Lisa Oed          | Germania    | 1h 05'21" |
| 10      | Alessia Scaini    | Italia      | 1h 05'32" |

Squadre
| Pos.    | Squadra  | Punti |
| ------- | -------- | ----- |
| Oro     | Italia   | 22    |
| Argento | Francia  | 26    |
| Bronzo  | Svizzera | 31    |

## Donne juniores
Individuale
| Pos.    | Atleta                  | Nazione     | Tempo  |
| ------- | ----------------------- | ----------- | ------ |
| Oro     | Barbora Havlickova      | Rep. Ceca   | 32'20" |
| Argento | Angela Mattevi          | Italia      | 33'11" |
| Bronzo  | Ruken Tek               | Turchia     | 34'42" |
| 4       | Alexia Hecico           | Romania     | 35'24" |
| 5       | Jade Rodriguez          | Francia     | 35'29" |
| 6       | Eve Pannone             | Regno Unito | 36'38" |
| 7       | Katia Nana              | Italia      | 36'41" |
| 8       | Ezgi Kaya               | Turchia     | 36'46" |
| 9       | Maya Florentine Walcher | Austria     | 36'50" |
| 10      | Shelly Schenk           | Svizzera    | 36'57" |

Squadre
| Pos.    | Squadra | Punti |
| ------- | ------- | ----- |
| Oro     | Italia  | 20    |
| Argento | Turchia | 30    |
| Bronzo  | Romania | 33    |

## Medagliere
| Posizione | Paese       | Oro | Argento | Bronzo | Totale |
| --------- | ----------- | --- | ------- | ------ | ------ |
| 1         | Regno Unito | 4   | 0       | 0      | 4      |
| 2         | Italia      | 2   | 3       | 2      | 7      |
| 3         | Svizzera    | 1   | 0       | 1      | 2      |
| 4         | Rep. Ceca   | 1   | 0       | 0      | 1      |
| 5         | Turchia     | 0   | 2       | 2      | 4      |
| 6         | Norvegia    | 0   | 1       | 1      | 2      |
| 6         | Francia     | 0   | 1       | 1      | 2      |
| 8         | Austria     | 0   | 1       | 0      | 1      |
| 9         | Romania     | 0   | 0       | 1      | 1      |